# BMW Manufacturing (Thailand)
BMW Manufacturing (Thailand) Co., Ltd. ist ein Automobilhersteller in der Provinz Rayong in der Ostregion von Thailand und eine Tochtergesellschaft der BMW Group Thailand.

## Geschichte
Als erster BMW wurde 1961 oder 1963 der BMW 700 durch das (zur Yontrakit Corporation gehörende) Unternehmen Thai Yarnyon Co., Ltd. nach Thailand importiert. Ab 1973 wurden von Yontrakit neben BMWs Modelle der vieler anderer Marken montiert. Bis Ende der 1980er Jahre hatte Yontrakit etwa 50.000 BMW-Fahrzeuge in Thailand gebaut oder importiert. Die 3780 montierten Fahrzeuge der BMW-Baureihe E12 waren die zweitgrößte Stückzahl, die außerhalb Deutschlands montiert wurde.
Die BMW Group Thailand wurde 1998 als Tochtergesellschaft der BMW AG gegründet und besteht aus drei Unternehmen: BMW (Thailand) Co., Ltd. für den Vertrieb, BMW Manufacturing (Thailand) Co., Ltd. für die Produktion und BMW Leasing (Thailand) Co., Ltd. für Finanzdienstleistungen.
Die Arbeit wurde im Mai 2000 mit der Produktion der BMW 3er-Serie aufgenommen. Im Oktober 2002 kam dann die Langversion der 7er-Serie hinzu. Etwas später lief auch die Produktion der 5er-Serie im April 2004 an. Im Jahre 2005 wurde die 3er-Serie dann bereits durch die fünfte Generation ersetzt. Im Januar 2006 kam mit dem BMW X3 das vierte Modell hinzu. Neue Generationenwechsel gab es schließlich im Januar 2010 bei der 5er-Serie wie im August desselben Jahres bei der 7er-Serie. Im selben Jahr wurde auch der X1 als 5. Modell in Thailand eingeführt. Ein Jahr später folgte auch der X3.